# 王玉贵
王玉贵，山东乐陵人，1973年4月出生，中共党员，1997年7月毕业于烟台师范学院，后任烟台一中教师，曾任2017级7班，18级6班班主任，曾任“四大天王”之师，精通政治学，经济学，曾在烟台一中校长更替中做出重要指示，以记录员身份出席多次党政高层会议，对”九改七“事件做出独家报道。